# Die Wonnen der Aspidistra
Die Wonnen der Aspidistra (englischer Originaltitel: Keep the Aspidistra Flying) ist ein Roman von George Orwell aus dem Jahr 1936. Der Held des Romans ist ein Dichter im London der 1930er Jahre, der sich der Erwerbsgesellschaft zu verweigern versucht und dabei radikal scheitert.

## Handlung

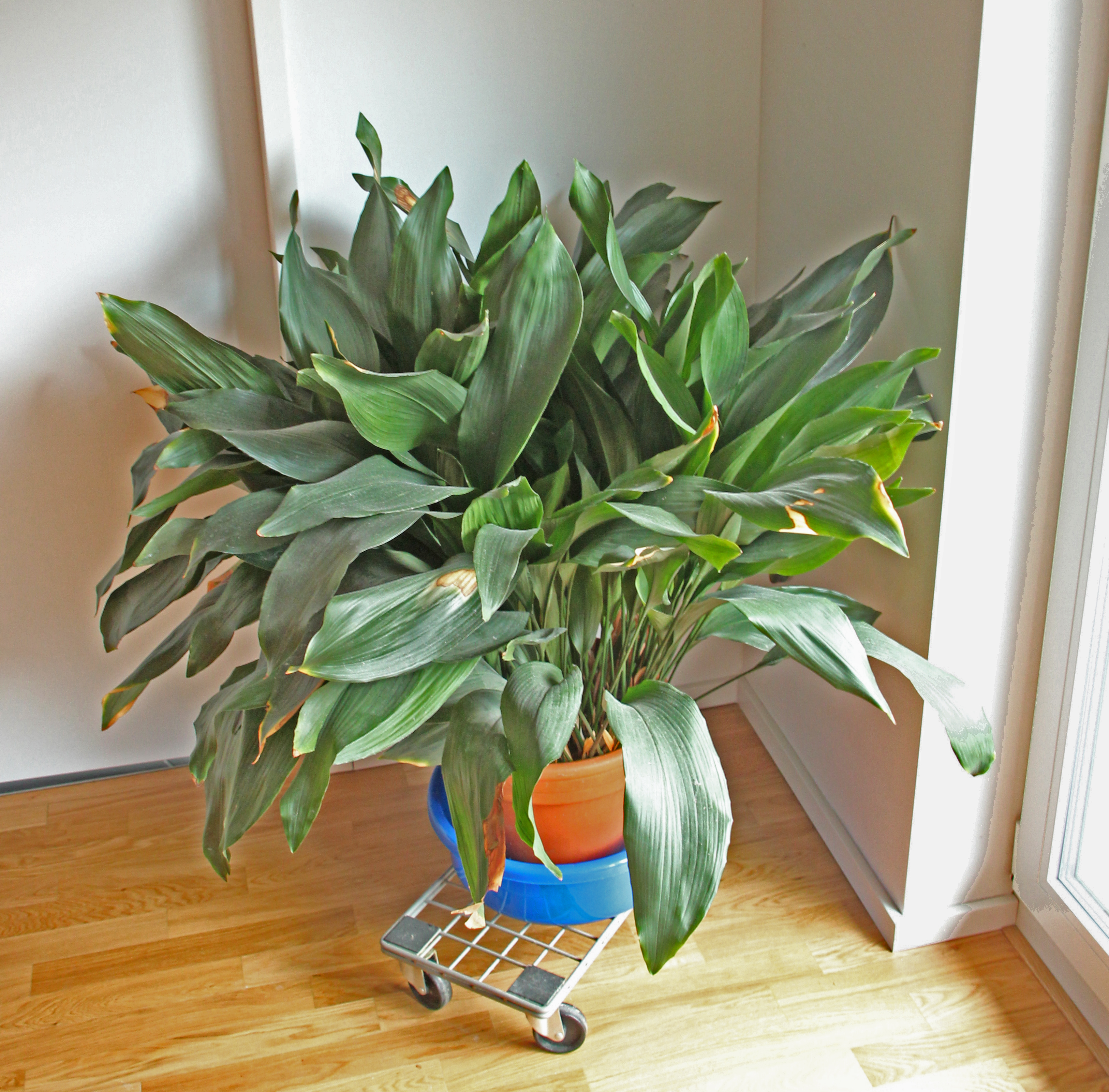
Aspidistra

Gordon Comstock kommt aus der absteigenden Mittelklasse, seine Familie wird als lebensuntauglich beschrieben. Seinem Stand entsprechend, soll er eine gute Schulbildung (auf Kosten seiner Schwester) erhalten, leidet aber unter der Demütigung, aus ärmerem Haus als seine Mitschüler zu sein. In seinem weiteren Berufsleben kann er keine Erfolge aufweisen und sich nicht aus seiner Armut befreien, was ihm aber unterbewusst zu gefallen scheint, da er keine ernsthaften Anstrengungen unternimmt, seine Umstände zu verbessern. Dennoch bedrückt ihn die ständige Geldnot und scheint ihm die einzige Quelle all seiner Probleme zu sein. Er will Dichter werden und als ein kleiner Erfolg möglich scheint, gibt er seine Anstellung bei einer Werbeagentur sofort auf. Sein Gedichtband, der zwar gute Rezensionen erhält, verkauft sich allerdings schlecht. Um der Verbürgerlichung zu entgehen, entscheidet sich Gordon für einen schlechter bezahlten Beruf ohne Aufstiegsmöglichkeiten: Er wird Antiquariatsangestellter. Eine politische Position nimmt er aber nicht an, die marxistischen Ansichten eines Bekannten vermag er nicht zu teilen und überdies liebäugelt er mit der katholischen Kirche. Er scheint vielmehr einen Antikapitalismus mit der Grundhaltung „Früher war alles besser“ zu vertreten, da er sich ständig über Werbeplakate und -kampagnen um ihn herum aufregt.
Nun ist sein Leben zum Stillstand gekommen. Er kommt nicht zum Schreiben, da ihn seine Armut bedrückt. Er kann kaum am sozialen Leben teilnehmen, weil er arm ist. Seine Freundin will nicht mit ihm schlafen – wie er vermutet – aufgrund seiner Armut. Eine Zeitung veröffentlicht ein Gedicht von ihm, und nun erhält er eine veritable Bezahlung. Sofort muss er das Geld ausgeben: Als er volltrunken ist, wird ihm das Geld von einer Prostituierten gestohlen, er prügelt sich mit einem Polizisten und kommt in die Ausnüchterungszelle. Weil über diese unwichtige Neuigkeit in einer Zeitung berichtet wird, verliert er daraufhin seine Arbeit.
Er findet eine ähnliche, aber schlechtere Arbeit und ein schlechteres möbliertes Zimmer zum Wohnen und lässt sich völlig verkommen, er wäscht sich kaum noch, lebt in einem verdreckten Zimmer und würde am liebsten jeden Kontakt zu Freunden und Verwandten abbrechen. Aus Mitleid schläft seine Freundin endlich mit ihm und wird sofort schwanger. Sie fragt Gordon, ob sie das Kind behalten oder abtreiben sollen, woraufhin in ihm spontan väterliche Gefühle erwachen. Er will das Kind unbedingt behalten und kann sich nun endlich dazu durchringen, bei seinem ehemaligen Arbeitsplatz, der Werbeagentur, um erneute Anstellung zu bitten. Wenig später wird er angenommen und ist sogleich recht erfolgreich. Er heiratet seine Freundin (allerdings auf ihren Wunsch nur standesamtlich), entscheidet sich für ein bürgerliches Leben und entschließt sich, eine Aspidistra zu kaufen, eine Zimmerpflanze, die ihm bisher als Sinnbild des spießigen England galt.

## Verfilmung
Der Roman wurde 1997 mit Richard E. Grant und Helena Bonham Carter in den Hauptrollen verfilmt. In Neuseeland und den USA wurde der Film unter dem Titel A Merry War herausgebracht. In Deutschland wurde der Film unter dem Titel Liebe, Kunst und Zimmerpflanzen veröffentlicht.